# 불변 부분 공간
선형대수학에서, 선형 변환의 불변 부분 공간(不變部分空間, invariant subspace)은 그 선형 변환에 대하여 닫혀있는 부분 벡터 공간이다.

## 정의
체 {\displaystyle K}에 대한 벡터 공간 {\displaystyle V} 위의 선형 변환 {\displaystyle T\colon V\to V}가 주어졌다고 하자. 부분 벡터 공간 {\displaystyle W\subset V}에 대하여, 다음 두 조건이 서로 동치이며, 이를 만족시키는 {\displaystyle W}를 {\displaystyle T}-불변 부분 공간이라고 한다.
- 임의의 {\displaystyle w\in W}에 대하여, {\displaystyle Tw\in W}
- {\displaystyle T(W)\subset W}

보다 일반적으로, {\displaystyle V} 위의 선형 변환의 족 {\displaystyle {\mathcal {T}}}가 주어졌다고 하자. 부분 벡터 공간 {\displaystyle W\subset V}에 대하여, 다음 두 조건이 서로 동치이며, 이를 만족시키는 {\displaystyle W}를 {\displaystyle {\mathcal {T}}}-불변 부분 공간이라고 한다.
- 임의의 {\displaystyle T\in {\mathcal {T}}} 및 {\displaystyle w\in W}에 대하여, {\displaystyle Tw\in W}
- 임의의 {\displaystyle T\in {\mathcal {T}}}에 대하여, {\displaystyle W}는 {\displaystyle T}-불변 부분 공간이다.

## 성질
선형 변환 {\displaystyle T,U\colon V\to V}가 {\displaystyle TU=UT}를 만족시킨다면, {\displaystyle \ker U}와 {\displaystyle U(V)}는 {\displaystyle T}-불변 부분 공간이다.
증명:
임의의 {\displaystyle v\in \ker U}에 대하여,
{\displaystyle UTv=TUv=T0=0}
이므로, {\displaystyle Tv\in \ker U}. 또한, 임의의 {\displaystyle Uv\in U(V)}에 대하여,
{\displaystyle TUv=UTv\in U(V)}
특히, {\displaystyle T}는 다음과 같은 불변 부분 공간을 갖는다.
- {\displaystyle \{0_{V}\}}
- {\displaystyle V}
- {\displaystyle \ker T}
- {\displaystyle T(V)}
- {\displaystyle V_{\lambda }\qquad (\lambda \in \sigma _{T})}
- {\displaystyle \ker p(T)\qquad (p\in K[x])}

선형 변환 {\displaystyle T\colon V\to V}를 {\displaystyle T}-불변 부분 공간 {\displaystyle W}에 제한시키면 다음과 같은 선형 변환 {\displaystyle T|_{W}}를 얻을 수 있다.
{\displaystyle T|_{W}\colon W\to W}
{\displaystyle T|_{W}\colon w\mapsto Tw}
또한, 몫 벡터 공간 {\displaystyle V/W} 위에 다음과 같은 선형 변환 {\displaystyle T_{/W}}를 유도할 수 있다.
{\displaystyle T_{/W}\colon V/W\to V/W}
{\displaystyle T_{/W}\colon v+W\mapsto Tv+W}
{\displaystyle T|_{W}}의 특성 다항식은 {\displaystyle T}의 특성 다항식을 나누며, {\displaystyle T|_{W}}의 최소 다항식은 {\displaystyle T}의 최소 다항식을 나눈다.

### 행렬 표현
다음이 주어졌다고 하자.
- 유한 {\displaystyle n}차원 벡터 공간 {\displaystyle V}
- 선형 변환 {\displaystyle T\colon V\to V}
- {\displaystyle T}-불변 부분 공간 {\displaystyle W}
- {\displaystyle W}의 기저 {\displaystyle \{v_{1},v_{2},\dots ,v_{r}\}}
- {\displaystyle V/W}의 기저 {\displaystyle \{v_{r+1}+W,v_{r+2}+W,\dots ,v_{n}+W\}}

그렇다면, {\displaystyle T,T|_{W},T_{/W}}의 행렬
{\displaystyle A=[T]_{(v_{i})_{i=1}^{n}}}
{\displaystyle B=[T|_{W}]_{(v_{i})_{i=1}^{r}}}
{\displaystyle C=[T_{/W}]_{(v_{i}+W)_{i=r+1}^{n}}}
사이에 다음과 같은 관계가 성립한다.
{\displaystyle A={\begin{pmatrix}B&D\\0&C\end{pmatrix}}\qquad D\in \operatorname {Mat} (r,n-r;K)}
다음이 주어졌다고 하자.
- 유한 {\displaystyle n}차원 벡터 공간 {\displaystyle V}
- 선형 변환 {\displaystyle T\colon V\to V}
- {\displaystyle T}-불변 부분 공간 {\displaystyle W_{1},W_{2},\dots ,W_{k}}. 또한, {\displaystyle V=W_{1}\oplus W_{2}\oplus \cdots \oplus W_{k}}
- {\displaystyle W_{i}}의 기저 {\displaystyle \{v_{i1},v_{i2},\dots ,v_{ir_{i}}\}}

그렇다면, {\displaystyle T,T|_{W_{1}},T|_{W_{2}},\dots ,T|_{W_{k}}}의 위에서 정한 기저에 대한 행렬 {\displaystyle A,A_{1},A_{2},\dots ,A_{k}} 사이에 다음 관계가 성립한다.
{\displaystyle A={\begin{pmatrix}A_{1}\\&A_{2}\\&&\ddots \\&&&A_{k}\end{pmatrix}}}